# Вестпорт (Массачусетс)
Вестпорт (англ. Westport) — місто (англ. town) в США, в окрузі Бристоль штату Массачусетс. Населення — 16 339 осіб (2020).

### Клімат
| Клімат : Вестпорт                                            | Клімат : Вестпорт | Клімат : Вестпорт | Клімат : Вестпорт | Клімат : Вестпорт | Клімат : Вестпорт | Клімат : Вестпорт | Клімат : Вестпорт | Клімат : Вестпорт | Клімат : Вестпорт | Клімат : Вестпорт | Клімат : Вестпорт | Клімат : Вестпорт | Клімат : Вестпорт |
| Показник                                                     | Січ.              | Лют.              | Бер.              | Квіт.             | Трав.             | Черв.             | Лип.              | Серп.             | Вер.              | Жовт.             | Лист.             | Груд.             | Рік               |
| Абсолютний максимум, °C                                      | 18,9              | 20,6              | 25,6              | 32,8              | 36,7              | 37,8              | 38,9              | 41,7              | 34,4              | 30,6              | 26,1              | 21,1              | 41,7              |
| Середній максимум, °C                                        | 3,1               | 3,2               | 7,3               | 12,6              | 18,6              | 23,6              | 26,7              | 25,9              | 22,3              | 18,1              | 11,0              | 5,1               | 14,7              |
| Середня температура, °C                                      | −0,8              | −0,7              | 3,4               | 8,4               | 14,1              | 19,1              | 22,4              | 21,8              | 18,1              | 12,7              | 7,2               | 1,3               | 10,6              |
| Середній мінімум, °C                                         | −4,7              | −4,7              | −0,5              | 4,2               | 9,6               | 14,6              | 18,2              | 17,7              | 13,9              | 8,5               | 3,4               | −2,5              | 6,4               |
| Абсолютний мінімум, °C                                       | −22,8             | −23,9             | −17,2             | −8,9              | −2,2              | 2,2               | 7,2               | 6,1               | 0,0               | −5                | −12,2             | −20,6             | −23,9             |
| Норма опадів, мм                                             | 101               | 89                | 107               | 97                | 82                | 83                | 74                | 108               | 83                | 84                | 103               | 103               | 1113              |
| ------------------------------------------------------------ | ----------------- | ----------------- | ----------------- | ----------------- | ----------------- | ----------------- | ----------------- | ----------------- | ----------------- | ----------------- | ----------------- | ----------------- | ----------------- |
| Джерело: Western Regional Climate Center (normals 1958-1992) |                   |                   |                   |                   |                   |                   |                   |                   |                   |                   |                   |                   |                   |

## Демографія
Згідно з переписом 2010 року, у місті мешкали 15 532 особи в 6154 домогосподарствах у складі 4438 родин. Було 7193 помешкання
Расовий склад населення:
| - 97,7 % — білих - 0,7 % — азіатів - 0,5 % — чорних або афроамериканців |

До двох чи більше рас належало 0,8 %. Частка іспаномовних становила 0,9 % від усіх жителів.
За віковим діапазоном населення розподілялося таким чином: 19,4 % — особи молодші 18 років, 61,6 % — особи у віці 18—64 років, 19,0 % — особи у віці 65 років та старші. Медіана віку мешканця становила 45,6 року. На 100 осіб жіночої статі у місті припадало 95,1 чоловіків;  на 100 жінок у віці від 18 років та старших — 93,6 чоловіків також старших 18 років.
Середній дохід на одне домашнє господарство  становив 94 938 доларів США (медіана — 80 176), а середній дохід на одну сім'ю — 103 289 доларів (медіана — 88 018). Медіана доходів становила 65 762 долари для чоловіків та 51 113 долари для жінок. За межею бідності перебувало 4,5 % осіб, у тому числі 3,7 % дітей у віці до 18 років та 7,2 % осіб у віці 65 років та старших.
Цивільне працевлаштоване населення становило 7783 особи. Основні галузі зайнятості: освіта, охорона здоров'я та соціальна допомога — 27,2 %, роздрібна торгівля — 13,6 %, виробництво — 10,3 %, мистецтво, розваги та відпочинок — 10,2 %.